# Lekkoatletyka na Letnich Igrzyskach Olimpijskich 1976 – bieg na 5000 m mężczyzn
Bieg na 5000 metrów mężczyzn podczas XXI Letnich Igrzysk Olimpijskich w Montrealu rozegrano 28 (eliminacje) i 30 lipca 1976 (finał) na Stadionie Olimpijskim w Montrealu. Zwycięzcą został reprezentant Finlandii Lasse Virén, który na tych igrzyskach zwyciężył również w biegu na 10 000 metrów. Virén tym samym obronił tytuł mistrzowski zdobyty podczas igrzysk olimpijskich w 1972 w Monachium.

## Rekordy

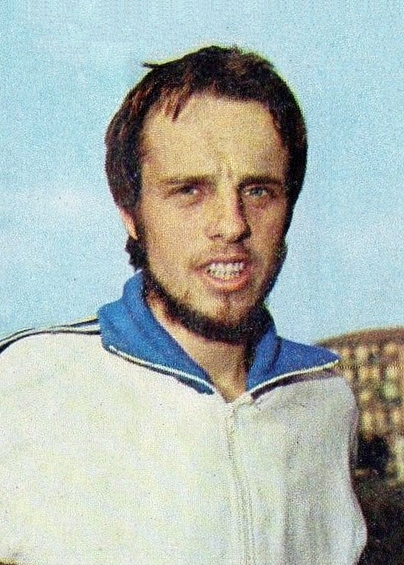
Lasse Virén

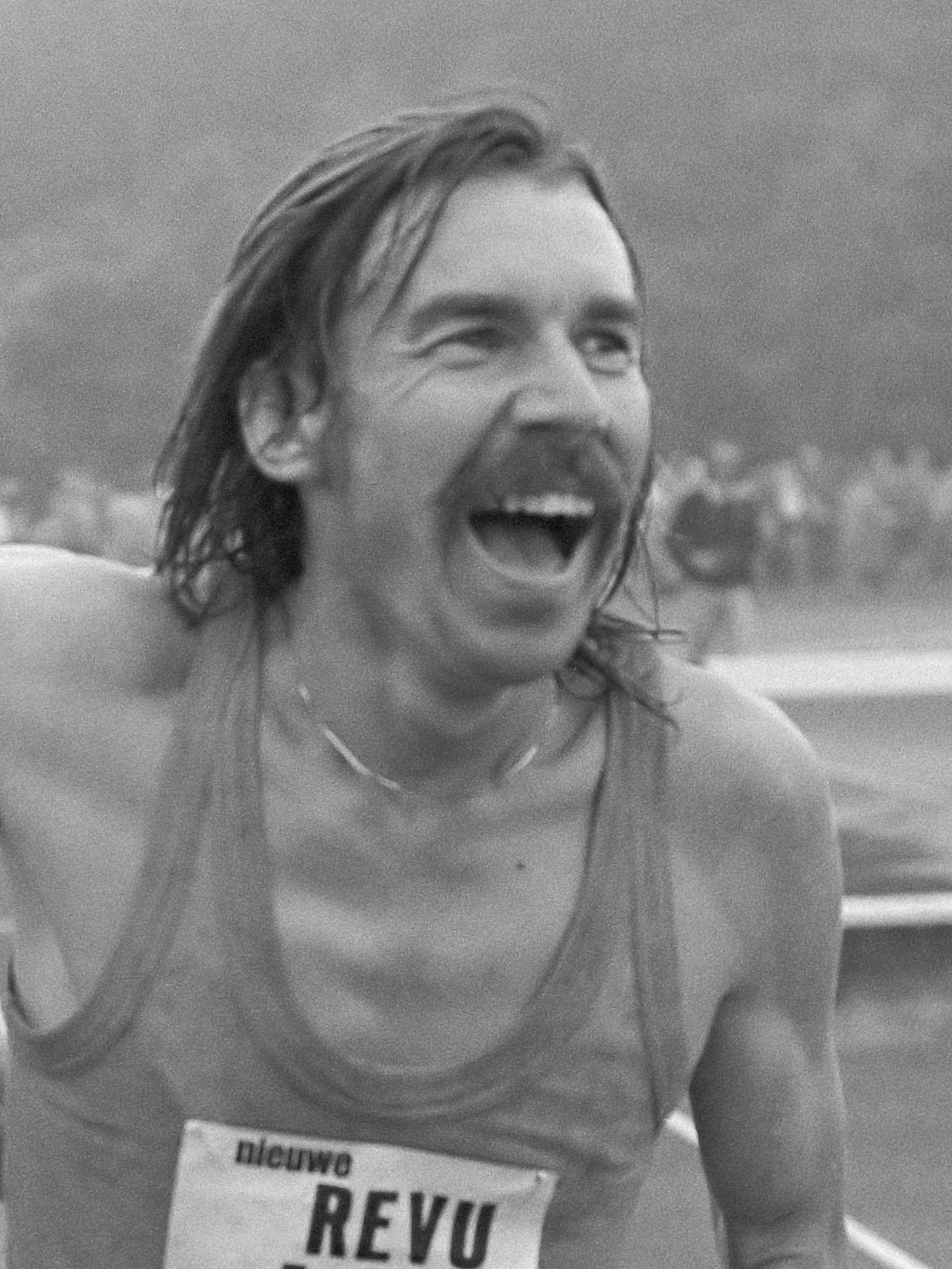
Dick Quax

|                   | zawodnik        | narodowość | czas     | data                  | miejsce   |
| ----------------- | --------------- | ---------- | -------- | --------------------- | --------- |
| Rekord świata     | Emiel Puttemans | Belgia     | 13:13,0  | 20 września 1972(dts) | Bruksela  |
| Rekord olimpijski | Lasse Virén     | Finlandia  | 13:26,42 | 10 września 1972(dts) | Monachium |

## Wyniki
| Poz. - pozycja |
| – rekord świata \| – rekord krajowy \| – rekord życiowy \| = – wyrównany rekord życiowy \| · – najlepszy wynik w sezonie \| = – wyrównany najlepszy wynik w sezonie \| – rekord olimpijski |
| Fn – falstart \| DNF – nie ukończył \| DNS – nie wystartował \| DSQ – zdyskwalifikowany |

### Eliminacje
Rozegrano trzy biegi eliminacyjne. Do finału awansowało po czterech najlepszych zawodników z każdego biegu oraz dwóch z najlepszymi czasami spośród pozostałych.

#### Bieg 1
| Poz. | Zawodnik          | Narodowość        | Rezultat | Uwagi |
| ---- | ----------------- | ----------------- | -------- | ----- |
| 1    | Dick Quax         | Nowa Zelandia     | 13:30,85 | Q     |
| 2    | Paul Geis         | Stany Zjednoczone | 13:32,36 | Q     |
| 3    | Boris Kuzniecow   | ZSRR              | 13:32,78 | Q     |
| 4    | Lasse Virén       | Finlandia         | 13:33,39 | Q     |
| 5    | Jean Conrath      | Francja           | 13:34,39 |       |
| 6    | Luis Hernández    | Meksyk            | 13:36,42 |       |
| 7    | Ilie Floroiu      | Rumunia           | 13:37,09 |       |
| 8    | Toshiaki Kamata   | Japonia           | 13:38,22 |       |
| 9    | Dave Black        | Wielka Brytania   | 13:39,37 |       |
| 10   | Edmundo Warnke    | Chile             | 13:39,69 |       |
| 11   | Eddie Leddy       | Irlandia          | 13:40,54 |       |
| 12   | Fernando Cerrada  | Hiszpania         | 13:43,89 |       |
| 13   | Dieudonné Lamothe | Haiti             | 18:50,07 |       |
| –    | Emiel Puttemans   | Belgia            | DNF      |       |

#### Bieg 2
| Poz. | Zawodnik                | Narodowość        | Rezultat | Uwagi |
| ---- | ----------------------- | ----------------- | -------- | ----- |
| 1    | Willy Polleunis         | Belgia            | 13:45,24 | Q     |
| 2    | Pekka Päivärinta        | Finlandia         | 13:45,77 | Q     |
| 3    | Klaus-Peter Hildenbrand | RFN               | 13:45,85 | Q     |
| 4    | Ian Stewart             | Wielka Brytania   | 13:45,94 | Q     |
| 5    | Rodolfo Gómez           | Meksyk            | 13:46,23 |       |
| 6    | Grant McLaren           | Kanada            | 13:46,40 |       |
| 7    | Duncan MacDonald        | Stany Zjednoczone | 13:47,14 |       |
| 8    | Domingo Tibaduiza       | Kolumbia          | 13:49,49 |       |
| 9    | Venanzio Ortis          | Włochy            | 13:52,40 |       |
| 10   | Hossein Rabbi           | Iran              | 14:47,12 |       |
| 11   | John Kokinai            | Papua-Nowa Gwinea | 14:58,33 |       |
| –    | Knut Børø               | Norwegia          | DNS      |       |
| –    | David Fitzsimons        | Australia         | DNS      |       |
| –    | Carlos Lopes            | Portugalia        | DNS      |       |

#### Bieg 3
| Poz. | Zawodnik           | Narodowość        | Rezultat | Uwagi |
| ---- | ------------------ | ----------------- | -------- | ----- |
| 1    | Brendan Foster     | Wielka Brytania   | 13:20,34 | Q,    |
| 2    | Rod Dixon          | Nowa Zelandia     | 13:20,48 | Q     |
| 3    | Knut Kvalheim      | Norwegia          | 13:20,60 | Q     |
| 4    | Enn Sellik         | ZSRR              | 13:20,81 | Q     |
| 5    | Detlef Uhlemann    | RFN               | 13:21,08 | q     |
| 6    | Aniceto Simões     | Portugalia        | 13:21,93 | q     |
| 7    | Lasse Orimus       | Finlandia         | 13:23,43 |       |
| 8    | Marc Smet          | Belgia            | 13:23,76 |       |
| 9    | Dick Buerkle       | Stany Zjednoczone | 13:29,01 |       |
| 10   | Jacky Boxberger    | Francja           | 13:36,94 |       |
| 11   | Markus Ryffel      | Szwajcaria        | 13:46,07 |       |
| –    | Mohamed Ben Baraka | Maroko            | DNS      |       |
| –    | Saad Al-Bishi      | Arabia Saudyjska  | DNS      |       |
| –    | José João da Silva | Brazylia          | DNS      |       |

### Finał
| Poz. | Zawodnik                | Narodowość        | Rezultat | Uwagi |
| ---- | ----------------------- | ----------------- | -------- | ----- |
| 1    | Lasse Virén             | Finlandia         | 13:24,76 |       |
| 2    | Dick Quax               | Nowa Zelandia     | 13:25,16 |       |
| 3    | Klaus-Peter Hildenbrand | RFN               | 13:25,38 |       |
| 4    | Rod Dixon               | Nowa Zelandia     | 13:25,50 |       |
| 5    | Brendan Foster          | Wielka Brytania   | 13:26,19 |       |
| 6    | Willy Polleunis         | Belgia            | 13:26,99 |       |
| 7    | Ian Stewart             | Wielka Brytania   | 13:27,65 |       |
| 8    | Aniceto Simões          | Portugalia        | 13:29,38 |       |
| 9    | Knut Kvalheim           | Norwegia          | 13:30,33 |       |
| 10   | Detlef Uhlemann         | RFN               | 13:31,07 |       |
| 11   | Enn Sellik              | ZSRR              | 13:36,72 |       |
| 12   | Paul Geis               | Stany Zjednoczone | 13:42,51 |       |
| 13   | Pekka Päivärinta        | Finlandia         | 13:46,61 |       |
| –    | Boris Kuzniecow         | ZSRR              | DNF      |       |